# James Broderick
James Joseph Broderick III (Charlestown, 7 marzo 1927 – New Haven, 1º novembre 1982) è stato un attore statunitense.
È noto per aver interpretato Doug Lawrence nella serie televisiva In casa Lawrence (1976-1980) e l'agente federale Sheldon nel film Quel pomeriggio di un giorno da cani (1975).

## Biografia
Broderick nacque a Charlestown, New Hampshire, da Mary Elizabeth (nata Martindale) e James Joseph Broderick II. Suo padre era un combattente decorato della prima guerra mondiale di origini irlandesi, mentre sua madre era di origini anglo-irlandesi. Ricevette un'istruzione cattolica, diplomandosi alla Manchester Central High School e più tardi frequentando la facoltà di medicina dell'Università del New Hampshire. Nel 1945 si arruolò nella Marina, dove lavorò come farmacista.
Nel 1947, dopo la fine della seconda guerra mondiale, Broderick (ancora studente) fece un'audizione per una parte nello spettacolo Le armi e l'uomo di George Bernard Shaw, allestito dall'Università del New Hampshire. Le sue qualità attoriali convinsero la giuria, e così gli venne assegnata la parte del capitano svizzero anti-romantico Bluntschli. Seguendo il consiglio del consigliere di facoltà Donald Batcheller, Broderick si trasferì a New York per incontrare l'attore Arthur Kennedy, il quale lo indirizzò alla scuola di recitazione Neighborhood Playhouse.
Nel giro di pochi anni, Broderick comparve in spettacoli di Broadway (I giorni della vita e Johnny No-Trump), in serie TV (la sua performance per In casa Lawrence gli valse una candidatura come miglior attore drammatico ai Premi Emmy 1978) e film (su tutti, la pellicola cult del 1975 Quel pomeriggio di un giorno da cani). Morì di cancro il 1º novembre 1982.

### Vita privata
Sposato con la drammaturga e pittrice Patricia Broderick, i due hanno avuto un figlio, l'attore Matthew Broderick, e due figlie.

## Filmografia

### Cinema
- Ragazza per un'ora (Girl of the Night), regia di Joseph Cates (1960)
- Il gruppo (The Group), regia di Sidney Lumet (1966)
- The Tree, regia di Robert Guenette (1969)
- Alice's Restaurant, regia di Arthur Penn (1969)
- The Todd Killings, regia di Barry Shear (1971)
- Il colpo della metropolitana (Un ostaggio al minuto) (The Taking of Pelham One Two Three), regia di Joseph Sargent (1974)
- Quel pomeriggio di un giorno da cani (Dog Day Afternoon), regia di Sidney Lumet (1975)

### Televisione
- The Doctor – serie TV, episodio 1x37 (1953)
- Ai confini della realtà (The Twilight Zone) - serie TV, episodio 4x16 (1963)
- The Nurses – serie TV, 2 episodi (1963-1964)
- ABC Stage 67 – serie TV, episodio 1x15 (1967)
- In casa Lawrence (Family) - serie TV, 86 episodi (1976-1980)

## Doppiatori italiani
- Luciano Melani in Quel pomeriggio di un giorno da cani